# ویلیام نوردهاوس
ویلیام نوردهاوس (انگلیسی: William Nordhaus؛ زادهٔ ۳۱ مهٔ ۱۹۴۱) دانشمند در زمینه اقتصاد محیط زیست اهل ایالات متحده آمریکا است.
وی همچنین برندهٔ جوایزی همچون پروفسور استرلینگ و جایزه یادبود نوبل علوم اقتصادی شده‌است.